# Versenker (Holzbearbeitung)

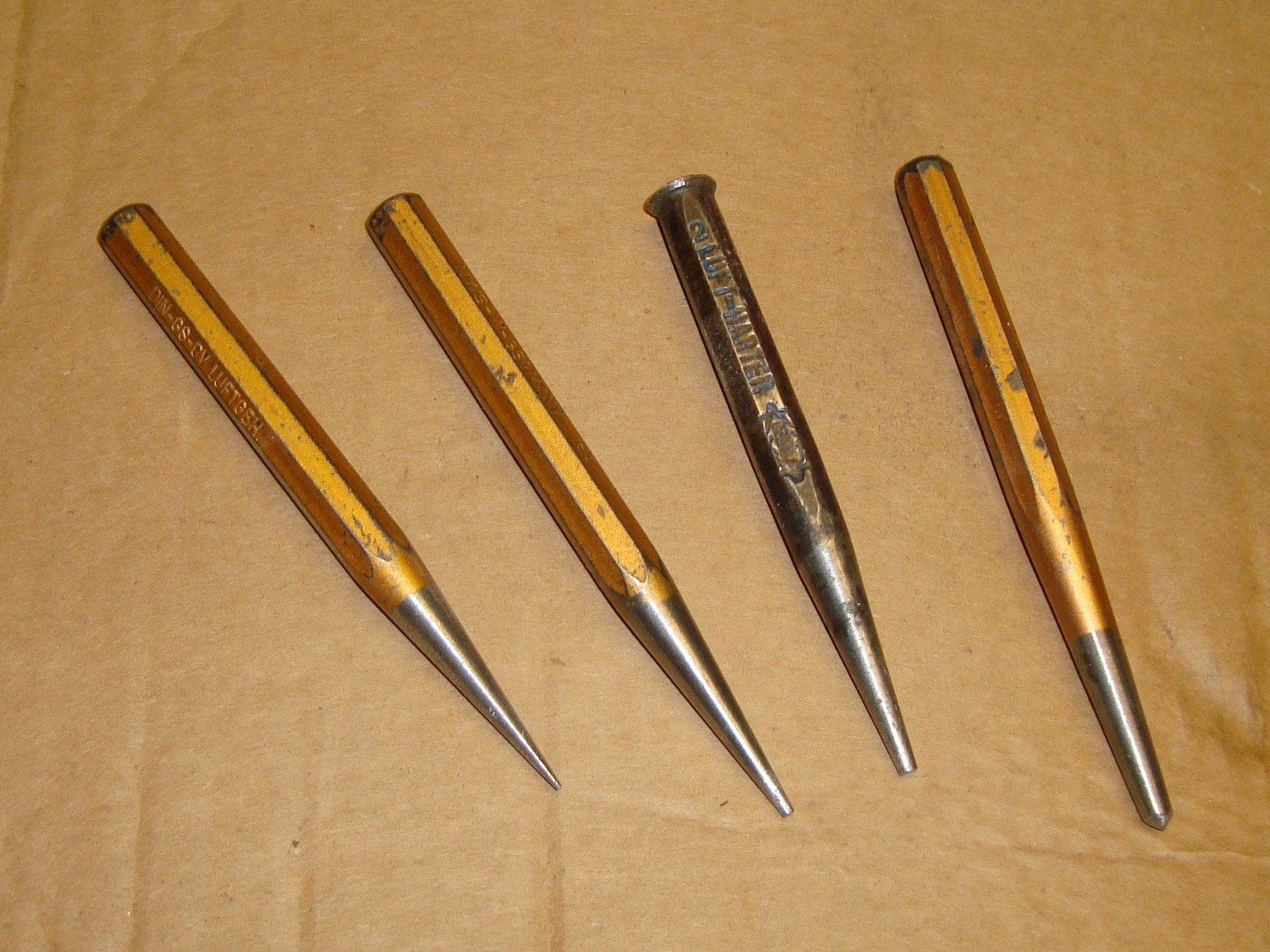
Versenker für Nägel in verschiedenen Größen und ein Körner (rechts)

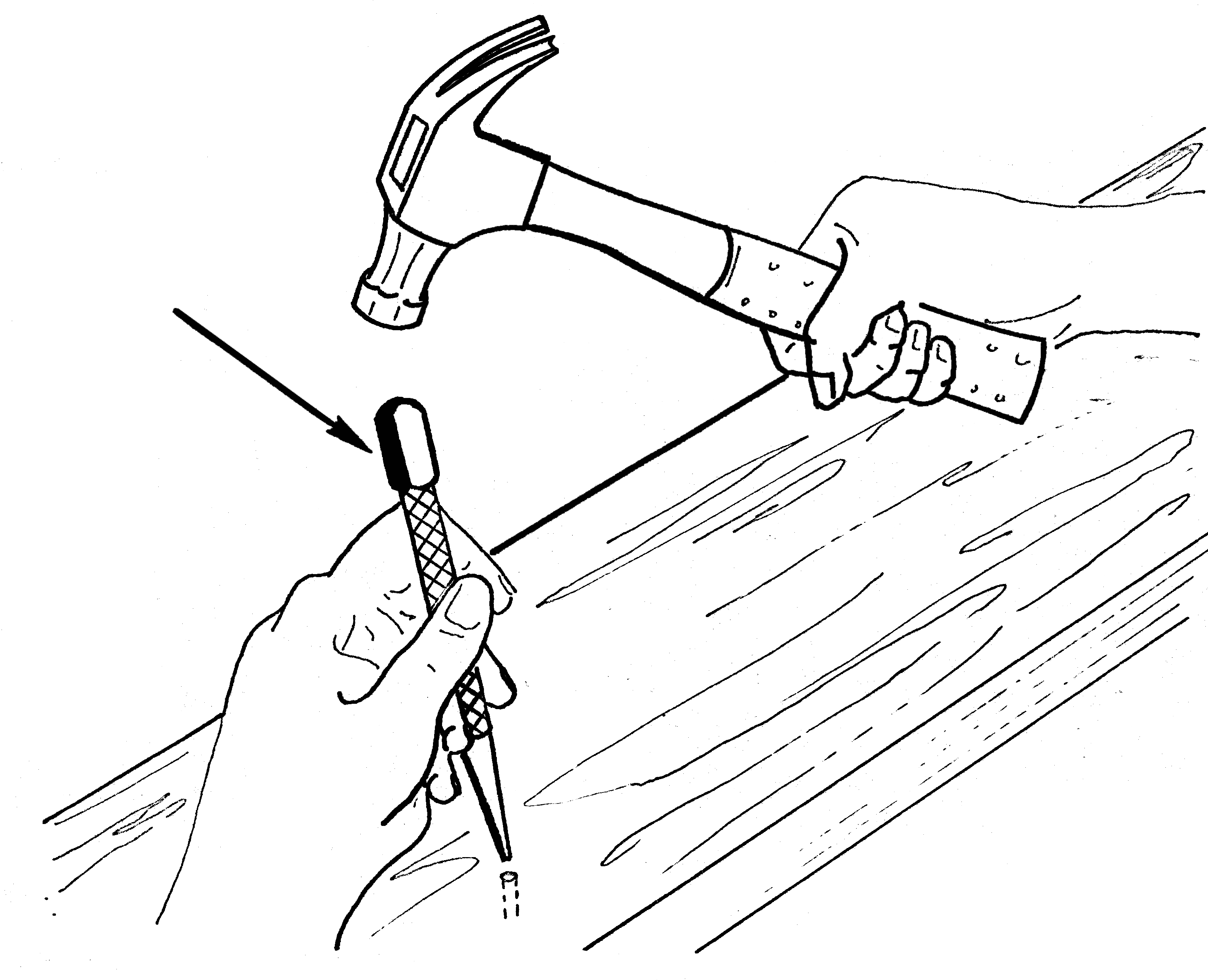
Anwendung

Ein Versenker (auch als Nageltreiber bezeichnet) ist ein Werkzeug, das dazu dient, den Kopf eines Nagels in die Oberfläche von Holz einzuschlagen, sodass er nicht aus der Oberfläche herausragt. 
Der Versenker ähnelt dem Körner, hat aber keine Spitze, sondern ist am vorderen Ende flach oder leicht konkav geformt, um den Nagelkopf aufzunehmen. 
Eine andere Methode mit ähnlichem Ziel, besonders für härtere Materialien, ist das Senken.